# Club dei 50-40-90

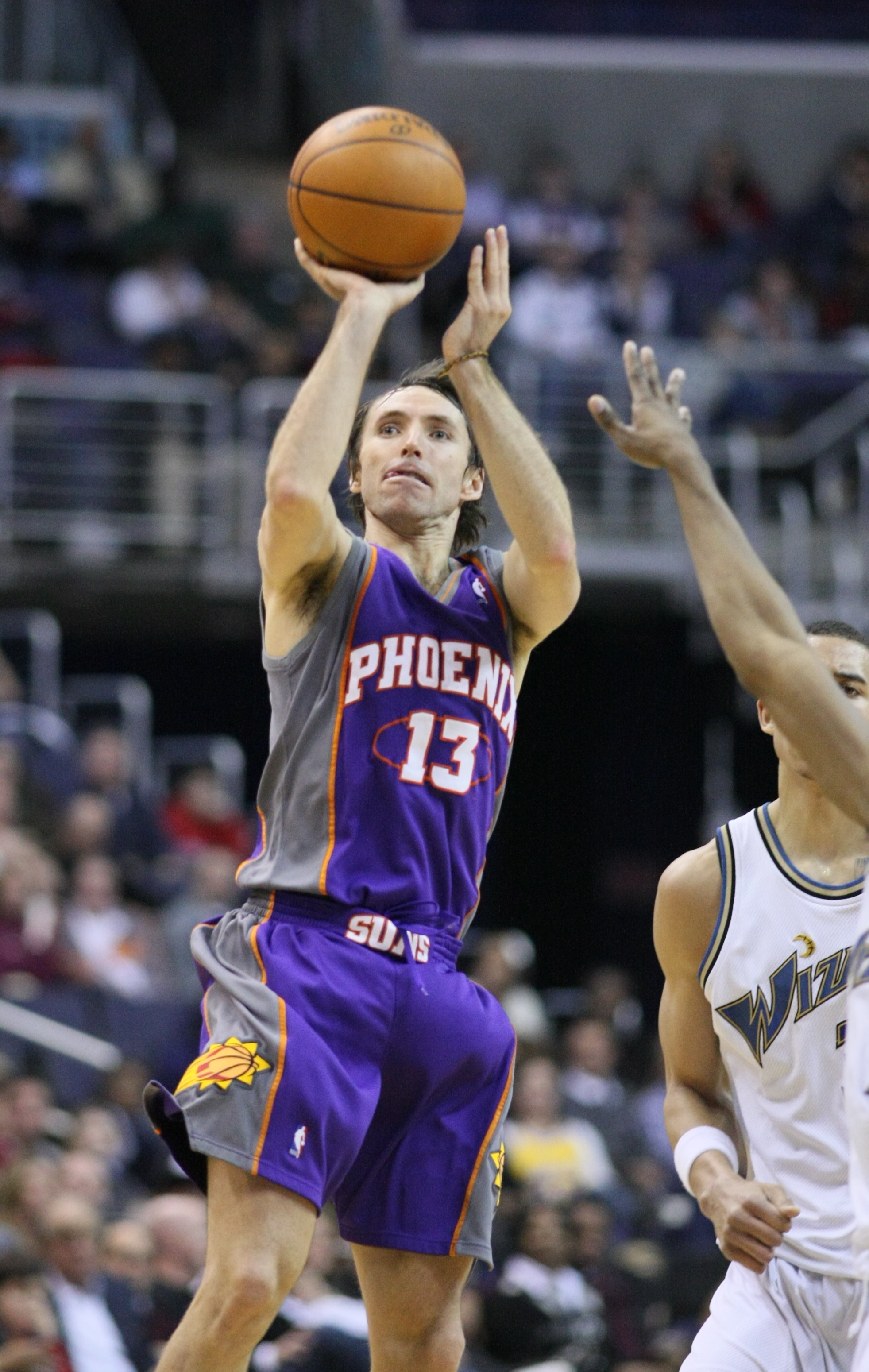
Il playmaker Steve Nash detiene il record di stagioni con percentuali da 50-40-90

Fanno parte del club dei 50-40-90 i cestisti militanti nella NBA o nella WNBA che hanno terminato una o più stagioni con una percentuale del 50% o più nel tiro dal campo su un totale di almeno 300 tiri dal campo realizzati, una percentuale del 40% o più nel tiro da tre punti su un totale di almeno 82 triple realizzate e una percentuale del 90% o più ai tiri liberi su un totale di almeno 125 liberi realizzati.
La statistica, valida dalla stagione NBA 1979-1980, conta solo 10 membri.

## Lista
Dei 10 giocatori in grado di fare ciò, 9 sono cestisti NBA e 1 WNBA. In tre hanno raggiunto i requisiti per più di una stagione: Larry Bird e Kevin Durant in due occasioni, Steve Nash per quattro volte, di cui tre consecutive, sfiorando la quinta nella stagione 2006-2007, terminata con una percentuale dell'89,9% ai tiri liberi e quindi non eleggibile. Bird fu il primo a registrare tali statistiche in una singola stagione, nel 1986-1987, per poi ripetersi l'anno successivo. Durant è stato l'ultimo giocatore a riuscirci, nell'annata 2022-2023, registrando la prima stagione da 55-40-90 della NBA.

### NBA
| PG  | Partite giocate             | TC  | Tiri dal campo realizzati   | TC% | % di tiri dal campo realizzati |
| 3P  | Tiri da tre realizzati      | 3P% | % di tiri da tre realizzati | TL  | Tiri liberi realizzati         |
| TL% | % di tiri liberi realizzati |     |                             |     |                                |

| Stagione  | Giocatore        | Pos. | Squadra                      | PG | TC  | TC% | 3P  | 3P% | TL  | TL% | Note   |
| --------- | ---------------- | ---- | ---------------------------- | -- | --- | --- | --- | --- | --- | --- | ------ |
| 1986-1987 | Larry Bird       | A    | Boston Celtics               | 74 | 786 | 53% | 90  | 40% | 414 | 91% | [ 5 ]  |
| 1987-1988 | Larry Bird (2)   | A    | Boston Celtics               | 76 | 881 | 53% | 98  | 41% | 415 | 92% | [ 5 ]  |
| 1988-1989 | Mark Price       | P    | Cleveland Cavaliers          | 75 | 529 | 53% | 93  | 44% | 263 | 90% | [ 6 ]  |
| 1993-1994 | Reggie Miller    | G    | Indiana Pacers               | 79 | 524 | 50% | 123 | 42% | 403 | 91% | [ 7 ]  |
| 2005-2006 | Steve Nash       | P    | Phoenix Suns                 | 79 | 541 | 51% | 150 | 44% | 257 | 92% | [ 8 ]  |
| 2006-2007 | Dirk Nowitzki    | AG   | Dallas Mavericks             | 78 | 673 | 50% | 72  | 42% | 498 | 90% | [ 9 ]  |
| 2007-2008 | Steve Nash (2)   | P    | Phoenix Suns                 | 81 | 485 | 50% | 179 | 47% | 222 | 91% | [ 8 ]  |
| 2008-2009 | Steve Nash (3)   | P    | Phoenix Suns                 | 74 | 428 | 50% | 108 | 44% | 196 | 93% | [ 8 ]  |
| 2009-2010 | Steve Nash (4)   | P    | Phoenix Suns                 | 81 | 499 | 51% | 124 | 43% | 211 | 94% | [ 8 ]  |
| 2012-2013 | Kevin Durant     | A    | Oklahoma Thunder             | 81 | 731 | 51% | 139 | 42% | 679 | 91% | [ 10 ] |
| 2015-2016 | Steph Curry      | P    | G.S. Warriors                | 79 | 805 | 50% | 402 | 45% | 363 | 91% | [ 11 ] |
| 2018-2019 | Malcolm Brogdon  | P/G  | Milwaukee Bucks              | 64 | 378 | 51% | 104 | 43% | 141 | 93% | [ 12 ] |
| 2020-2021 | Kyrie Irving     | P/G  | Brooklyn Nets                | 54 | 549 | 51% | 152 | 40% | 201 | 92% | [ 13 ] |
| 2022-2023 | Kevin Durant (2) | A    | Brooklyn Nets / Phoenix Suns | 47 | 483 | 56% | 93  | 40% | 307 | 92% | [ 10 ] |

### WNBA
| Stagione | Giocatrice        | Pos. | Squadra       | PG | TC  | TC% | 3P | 3P% | TL  | TL% | Note   |
| -------- | ----------------- | ---- | ------------- | -- | --- | --- | -- | --- | --- | --- | ------ |
| 2019     | Elena Delle Donne | AP   | Wash. Mystics | 31 | 220 | 52% | 52 | 43% | 114 | 97% | [ 14 ] |